# Pesquera de Duero
Pesquera de Duero è un comune spagnolo di 539 abitanti situato nella comunità autonoma di Castiglia e León.